# 太平街道 (崇左市)
太平街道，原太平镇，是中华人民共和国广西壮族自治区崇左市江州区下辖的一个街道办事处。

## 行政区划
太平街道下辖以下村级行政区划单位：
壶兴社区、中山社区、卜寨村、驮逐村、公益村、马安村、宜村、乙古村、古坡村、盆峒村和孔甲村。